# Don Julio (tequila)
 Don Julio es una marca de tequila producida en México. Es la marca más grande en valor y la octava en volumen. Es destilado, fabricado, embotellado, comercializado y distribuido por Tequila Don Julio, SA de CV desde sus instalaciones corporativas en el distrito Colonia El Chichimeco, en la ciudad de Atotonilco El Alto, Jalisco, México. Es distribuido en los Estados Unidos por Diageo, bajo licencia de su titular de la patente, Tequila Don Julio, Sociedad Anónima de Capital Variable, Jalisco, México, pero se vende en todo el mundo.

## Historia
Don Julio Tequila lleva el nombre de su fundador, Don Julio González Estrada, quien comenzó a destilar tequila en 1942 a los 17 años. Reconociendo los beneficios de la integración vertical, González Estrada estableció su propia destilería, a la que llamó La Primavera, y pasó los siguientes 40 años mejorando su oficio. Experimentó controlando varios aspectos del proceso de elaboración del tequila, "desde el cultivo del agave hasta el embotellado del producto final" y produjo su primera marca Tres Magueyes. Se dice que "pasó casi cuarenta años perfeccionando el oficio". Los primeros tequilas de Don Julio se compartieron solo con amigos, pero cuando se corrió la voz sobre la calidad de su tequila, fundó oficialmente una empresa para ponerlo en el negocio. En 1983, Marco Cedano regresó a Don Julio para trabajar como ingeniero, donde se desempeñó como Maestro Destilador y Gerente de Destilería de Tequila. En 1985 Don Julio González celebró 60 cumpleaños, sus hijos conmemoraron la fecha creando un Tequila a su nombre, Don Julio. Tras la gran popularidad del tequila en Guadalajara y las ciudades vecinas, decidieron lanzar el tequila. 
En 1999 la ahora extinta, The Seagram Company Ltd., había invertido en Tequila Don Julio, SA de CV de México. Las plantaciones de agave ampliadas fueron una empresa conjunta entre las familias González , Funtanet, Andrade Rivera Torres y Cuaik. En 1999 Don Julio González, encantado de forjar una relación con Seagram, declaró: "Estoy orgulloso de que la familia González se una a la familia Seagram en un esfuerzo global detrás de Don Julio Tequila. Me comprometo a supervisar personalmente las plantaciones de agave que son tan vitales para la calidad superior y única del Tequila que lleva mi nombre". Diageo firmó una empresa conjunta con Casa Cuervo en 2003, vendiendo una participación del 50 por ciento en Don Julio por $ 100 millones.
En noviembre de 2014, Diageo acordó un acuerdo para tomar el control total de la marca Don Julio. A cambio, José Cuervo recibirá la Destilería Old Bushmills y pagará a Diageo 408 millones de dólares.

## Fundador
Don Julio González Estrada nació el 7 de enero de 1925 en Atotonilco, Jalisco, donde se encuentra la instalación principal actual. Don Julio aprendió el significado de responsabilidad a una edad temprana trabajando en la destilería de tequila de su tío José. A los 23 años se casó con Dorothea García con quien tuvo 9 hijos. En 1942 abrió una destilería de tequila que más tarde se conocería como "La Primavera". Para 1951, con la marca Tres Magueyes, se encontraba en un camino que luego se convertiría en Tequila Don Julio en sus diferentes variantes: Blanco, Reposado, Añejo, 70, 1942 y Real. Don Julio González Estrada falleció el martes 20 de marzo de 2012 por causas naturales.

## Proceso
El agave para el tequila Don Julio se cultiva en la zona montañosa de Atotonilco en la finca familiar. El mayor proceso de envejecimiento del tequila a lo largo del tiempo se da en conjunto con el desarrollo de las plantas de agave, dado que tardan siete años en madurar. Cada planta de agave se cosecha a mano. La planta de agave se corta de sus raíces y luego se cortan las hojas en forma de lanza. El núcleo que queda se llama piña, que es la materia prima utilizada para la elaboración del tequila. Las piñas se transportan en un camión a la Destilería Don Julio donde se cortan en trozos iguales para que se horneen de manera uniforme. Las piñas se cargan en hornos de ladrillos donde se hornean lentamente durante varios días. Luego, las piñas horneadas se trituran y se rocían con agua, lo que libera el dulce jarabe de agave llamado jugo de agave. Luego se agrega levadura al agua de agave y se deja fermentar. Una vez que se completa el proceso de fermentación, se obtiene una cerveza de agave dulce y ligeramente alcohólica que luego se coloca en alambiques donde se destila para convertirse en tequila. Por último se coloca en depósitos de acero inoxidable antes del embotellado, o en barriles ex-bourbon para su crianza.

## Variedades
- Don Julio Blanco (disponible también en EE. UU.)
- Don Julio Reposado (disponible también en EE. UU.)[11]
- Don Julio Añejo (disponible también en EE. UU.)
- Don Julio 70 Añejo Claro (disponible también en EE. UU.)
- Don Julio 1942 Añejo (disponible también en EE. UU.)
- Don Julio Real Extra Añejo (disponible también en EE. UU.)

Varias de estas ofertas han tenido un buen desempeño en competencias internacionales de clasificación de espíritu. Por ejemplo, el tequila Real de Don Julio recibió el doble de medallas de oro en la Competencia Mundial de Bebidas Espirituosas de San Francisco de 2008 y 2011 y una medalla de plata en la competencia de 2012.